# You're Gonna Miss Me
Pour l’article homonyme, voir You're Gonna Miss Me (film).
Pistes de The Psychedelic Sounds of the 13th Floor Elevators
Roller Coaster
You're Gonna Miss Me est une chanson du groupe de texan 13th Floor Elevators paru en 1966 en première piste de l'album The Psychedelic Sounds of the 13th Floor Elevators. Elle avait été écrite par Roky Erickson pour son ancien groupe The Spades en 1965.
Une electric jug (cruche électrique) est utilisée comme instrument dans ce morceau.
Le titre figure également dans le coffret Nuggets: Original Artyfacts from the First Psychedelic Era, 1965-1968 publié chez Rhino en 1997 et a été utilisé dans le film High Fidelity, réalisé par Stephen Frears, en 2000, figurant sur la bande sonore.
Cette chanson a été reprise notamment par Sir Douglas Quintet en 1981 dans l'album Border Wave et par Jad Wio sur Cellar Dreams en 1986.
You're Gonna Miss Me est également un film documentaire réalisé par Keven McAlester en 2005 sur la vie de Roky Erickson.